# 愛のために
『愛のために』（あいのために）は、1994年10月21日に発売された奥田民生の2ndシングル。
2005年3月24日に12cmシングルとして再発された。

## 背景
- ユニコーン時代に企画でソロシングル「休日」を出していたが、今作が本格的なソロデビューシングルとなる。初回版のみ歌詞カードがカラー仕様。
- 今作で自身初となるミリオンを達成。
- 2011年12月31日『ダウンタウンのガキの使いやあらへんで!!』大晦日年越しSP『絶対に笑ってはいけない空港24時』で本人による替え歌が熱唱された。
- 「CUSTOM」(アナログ盤)のB面となった。

## 収録曲
| 全作詞・作曲・編曲: 奥田民生。 |                |          |            |      |
| #                              | タイトル       | 作詞     | 作曲・編曲 | 時間 |
| 1.                             | 「愛のために」 | 奥田民生 | 奥田民生   | 4:56 |
| 2.                             | 「愛する人よ」 | 奥田民生 | 奥田民生   | 4:26 |
| 合計時間:                      | 合計時間:      | 9:22     |            |      |

### 曲解説
1. 愛のために
フジテレビ系『HEY!HEY!HEY! MUSIC CHAMP』エンディングテーマ。『奥田民生・カバーズ』でHALCALIがカバーしている。
ユニコーン解散後のソロシングル第一弾ということもあり奥田も気合が入っていたらしく「3曲分ぐらいのアイデアが入っている、今ではあんなもったいない曲の作り方はしない」と後に語っている。
PVは制作されておらず、プロモーションにはライブ映像や各テレビ局の音楽番組での映像が使用された。
2. 愛する人よ
丸井「ビサルノ」CMソング。最初はCMに使われた部分しか曲がなかったものに後から残りを付け足し、完成させた。

## 収録アルバム
- 29 (#1,2)
- 記念ライダー1号〜奥田民生シングルコレクション〜 (#1)

## 参加ミュージシャン
- 奥田民生：ボーカル、ギター、アコースティック・ギター (#2) 、ベース (#2) 、シンセサイザー (#2)
- 川西幸一 (VANILLA)：ドラムス (#1)
- 坂巻晋 (VANILLA)：ベース (#1)
- 笹本希絵 (VANILLA)：パーカッション (#1)
- 藤井理央：ハモンドオルガンB-3 (#1)
- 河合マイケル：ドラムス (#2) 、ボンゴ (#2) 、パーカッション (#1)

## カバー
愛のために
- 古内東子・奥田民生 - 古内名義のデュエットアルバム『Toko Furuuchi with 10 legends』（2016年3月30日発売）に収録[1]。